# Orange Sky Golden Harvest
Orange Sky Golden Harvest (krócej OSGH; chiń. 橙天嘉禾娛樂集團有限公司) SEHK 1132, w latach 1970–2009 znana jako Golden Harvest (chiń. 嘉禾娛樂事業集團有限公司) – hongkońskie przedsiębiorstwo zajmujące się produkcją i dystrybucją filmów.

## Historia
Przedsiębiorstwo zostało założone w 1970 r. przez Raymonda Chowa, Leonarda Ho i Leunga Funga, siedziba znajduje się na 16. piętrze w wieży The Peninsula Office Tower przy Middle Road w Tsim Sha Tsui w regionie Koulun. Od lat 70. do 80. XX wieku zdominowało sprzedaż kasową w Hongkongu i odegrało ważną rolę w dystrybucji hongkońskich filmów na rynek zachodni.
Od 1994 r. notowane jest na Giełdzie Papierów Wartościowych w Hongkongu. Na początku 2009 r. połączyło się ze spółką Orange Sky, zmieniając tym samym nazwę przedsiębiorstwa Golden Harvest na Orange Sky Golden Harvest (chiń. 橙天嘉禾娛樂集團有限公司), pod którą do dziś prowadzi działalność.